# هالز، کراسرود، تنسی
هالز (به انگلیسی: Halls Crossroads) یک منطقهٔ مسکونی در ایالات متحده آمریکا است که در شهرستان ناکس، تنسی واقع شده‌است.